# Phlyarus tubericollis
Phlyarus tubericollis är en skalbaggsart som beskrevs av Stefan von Breuning 1966. Phlyarus tubericollis ingår i släktet Phlyarus och familjen långhorningar. Inga underarter finns listade i Catalogue of Life.